# 슈토정
슈토정(周東町)은 야마구치현 구가군의 옛 정이다.